# Cliffortia aequatorialis
Cliffortia aequatorialis är en rosväxtart som beskrevs av R. E. Fries och T. C. E. Fries. Cliffortia aequatorialis ingår i släktet Cliffortia och familjen rosväxter. Inga underarter finns listade i Catalogue of Life.